# El Tajín

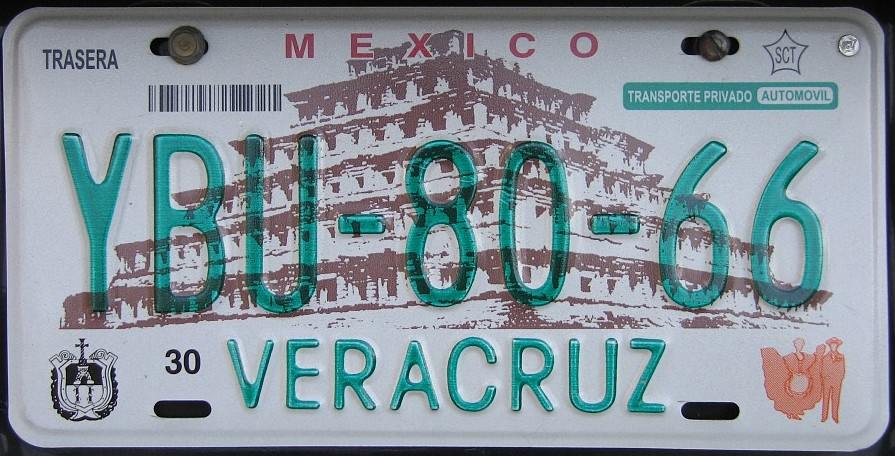
Veracruzaner Kfz-Kennzeichen zeigen die Piramide de los Nichos

El Tajín (spanisch-totonakisch „Der Blitz“) ist eine präkolumbische Ruinenstadt nahe der Ostküste Mexikos bei der Stadt Papantla, südöstlich von Poza Rica de Hidalgo im Bundesstaat Veracruz. Diese war wahrscheinlich zeitweilig Hauptstadt der Totonaken (aztekisch Tachiwin), weist mehrere große, pyramidenförmige Stufentempel auf und wurde vor 800 Jahren aufgegeben. Nach ihr wurde die Tajín-Kultur benannt.

## Geschichte
Die Stadt wurde im 1. Jahrhundert v. Chr. wahrscheinlich von den Totonaken gegründet, die sie vermutlich auch als Hauptstadt nutzten. El Tajín war dem Gott des Windes, Huracán, und des Blitzes, Tajín, nach dem auch die Stadt benannt wurde, geweiht. Die Blütezeit war von 700 n. Chr. bis 900. Um 1200 wurde die Stätte wieder verlassen. Man nimmt an, dass die Tolteken eine Zeit lang über El Tajín herrschten.

## Kultur und Bauwerke

Nischenpyramide

Die wichtigste Pyramide ist die sogenannte „Nischenpyramide“ (Piramide de los Nichos). Sie ist 25 m hoch und hat eine Grundfläche von ca. 1225 m². Die Pyramide hat 365 Nischen, was höchstwahrscheinlich ein Sonnenjahr symbolisieren soll. Bekannt ist El Tajín auch durch seinen Ballspielplatz. Bei diesem Spiel mussten die Mannschaften (die Anzahl der Spieler ist nicht bekannt; es gibt allerdings Abbildungen, die insgesamt vier Personen zeigen) den Ball mit der Hüfte in einen hochgelegenen Ring befördern. Dieser Ball war ein harter Kautschuk-Ball, weshalb die Spieler auch einen großen Hüftstein (yugo) trugen. Es wird angenommen, dass entweder die Verlierer oder die Sieger anschließend geköpft wurden, wobei feststeht, dass die rituelle Opferung damals als große Ehre galt. Heute existieren noch 10 Ballspielplätze in El Tajín; der bekannteste ist der Juego de Pelota Sur mit 60 m Länge.
Dieses Ritual wurde einst nur an bestimmten Festtagen durchgeführt, zu Ehren der Götter der Fruchtbarkeit, wie Tlazoltéotl und Xipe Totec. Auch in anderen präkolumbischen Städten gab es rituelle Ballspielplätze im Bereich der Tempelanlagen, etwa in Tikal (Guatemala).

### Los Voladores
Auch heute noch wird in El Tajín mehrmals am Tag ein altes Fruchtbarkeitsritual der Totonaken gezeigt, der Danza del Volador. Vier Männer (Voladores) symbolisieren die vier Winde, ein fünfter Mann gilt als Symbol der Sonne.

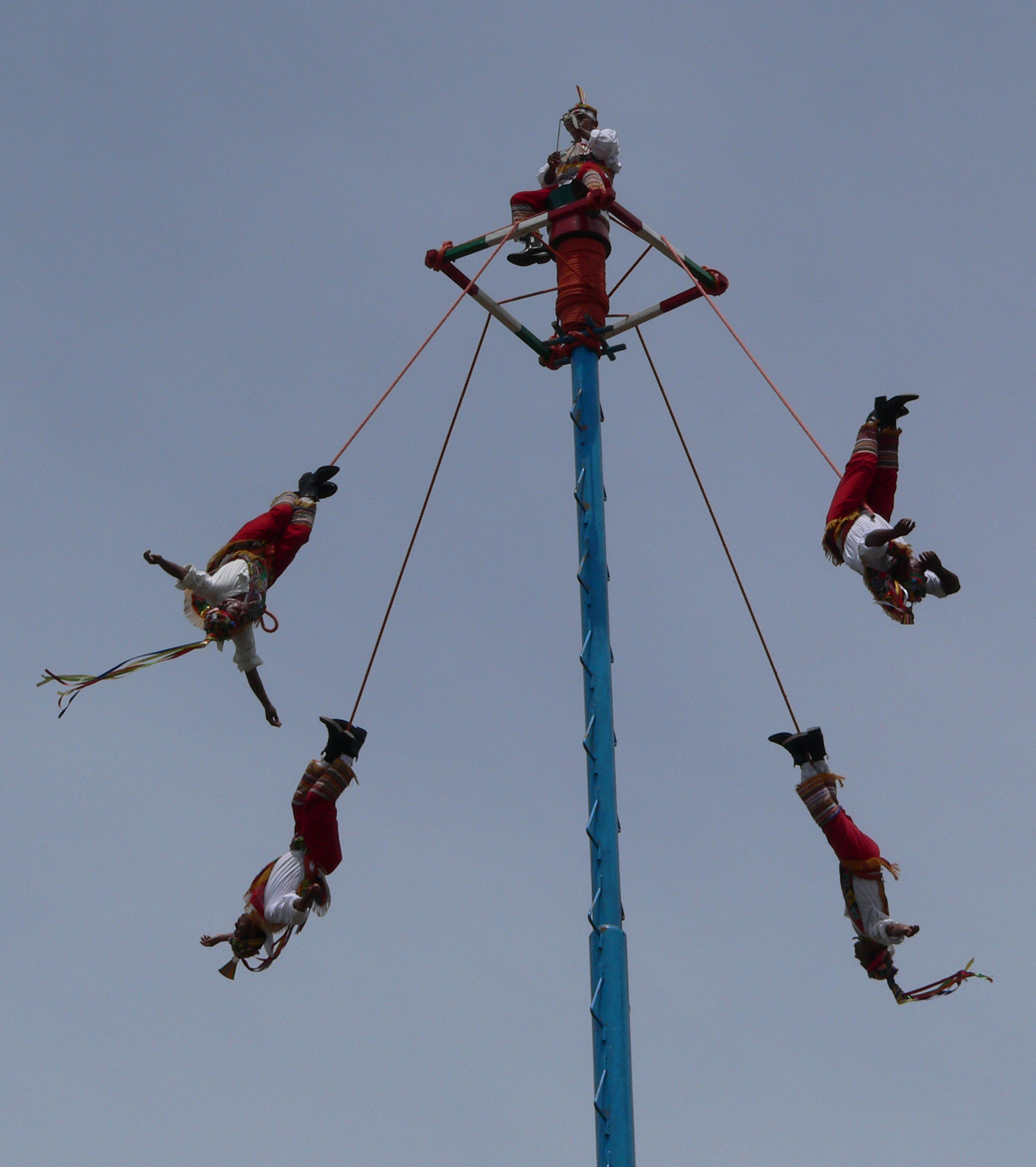
Fliegende Tänzer (voladores)

Tanzend bewegen sich die vier Männer auf den Stamm zu. Sie begrüßen den Stamm und umkreisen ihn mehrmals. Dann begeben sich die vier Winde auf die Spitze des Stamms.
Als letzter klettert der fünfte als „Sonne“ auf die Spitze des Stammes. Er setzt sich gen Osten und beginnt, mit einer kleinen Trommel und einer Flöte zu spielen, während die vier „Winde“ sich drehend das Seil um den Unterleib wickeln. Die „Sonne“ begrüßt nun die vier Himmelsrichtungen mit ihrem Spiel. Sie wendet sich diesen nacheinander zu und tanzt auf der Spitze. Danach lassen sich die vier „Winde“ kopfüber langsam mit 13 Drehungen auf die Erde nieder. Die Sonne spielt während dieser Zeit die Trommel und Flöte. Nachdem die vier Winde die Erde erreicht haben, begibt sich die Sonne am Stamm oder über eines der Seile auf die Erde nieder.
Dieses Ritual diente früher der Vorbereitung von Jünglingen zwischen 20 und 25 Jahren. Die Voladores begaben sich eine Woche vor dem Ritual auf die Suche nach einem geeigneten Baum. Vor dem Fällen tanzten sie ihm zu Ehren und baten um die Erlaubnis für das Fällen. Erst dann wurde der Baum mit großer Vorsicht gefällt, damit ihm so wenig Schmerzen wie möglich zugefügt werden. Der ausgesuchte Baumstamm musste mindestens 25 m hoch und die Seillänge genau abgemessen sein, damit die vier fliegenden Voladores exakt 13 Umkreisungen des Stammes erreichen, welche einen Zeitraum von 52 (4x13) Jahren symbolisieren.
Die Kleidung der Voladores ist auch heute noch eine rote Hose, ein weißes Hemd, ein rotes Band um die Hüften sowie ein Federkopfschmuck.

## Heute
Im Jahr 1785 wurde die Stätte von Diego Ruiz wiederentdeckt, nachdem die Spanier wahrscheinlich bereits im 16. Jahrhundert dort gewesen waren. Im frühen 19. Jahrhundert besuchten Guillermo Dupaix, Alexander von Humboldt (1811) und Carl Nebel El Tajín. 1934 gab es erste Ausgrabungen. Weniger als ein Viertel der Stätte wurde bisher ausgegraben.
1992 wurde El Tajín zum UNESCO-Weltkulturerbe.
Am 30. März 2015 wurde die Gedenkstätte in das Internationale Register für Kulturgut unter Sonderschutz der Haager Konvention zum Schutz von Kulturgut bei bewaffneten Konflikten aufgenommen.